# Ana Paula Ribeiro
Ana Paula Norbim Pádua Ribeiro (3 de fevereiro de 1989) é uma ginasta brasileira que integrou a seleção de ginástica rítmica. Representou o Brasil em diversas competições internacionais. 
Competiu em campeonatos mundiais, como no Campeonato Mundial de Ginástica Rítmica de 2015. Participou dos Jogos Pan-Americanos de 2015, em Toronto, além dos Jogos Sul-Americanos de 2006 e 2010, em Buenos Aires e Medellín, respectivamente. 